# Mediodactylus aspratilis
Mediodactylus aspratilis este o specie de șopârlă din familia Gekkonidae. Este endemică în sud-vestul Iranului.